# Tim Schellenbaum
Tim Schellenbaum ist ein US-amerikanischer Tontechniker, Sound Designer und Komponist.
Schellenbaum arbeitete als Sound Designer mit experimentellen Künstlern wie Target Margin, der Talking Band, Theodora Skipitares und John Kelly und wirkte in dieser Funktion  u. a. am Ridge Theatre und am Teatro Patologico in Rom. Er ist Resident Sound Designer und Komponist am New Yorker La MaMa Experimental Theatre Club. 1998 und 2000 wurde er mit Obie Design Awards ausgezeichnet.